# باشگاه فوتبال فلینت تاون یونایتد
باشگاه فوتبال فلینت تاون یونایتد (به انگلیسی: Flint Town United Football Club) یک باشگاه فوتبال مستقر در فلینت، فلینتشر، ولز است که در لیگ برتر کامری بازی می‌کند و ورزشگاه اسسیتی محل برگزاری بازی‌های خانگی‌شان است.

## تاریخچه

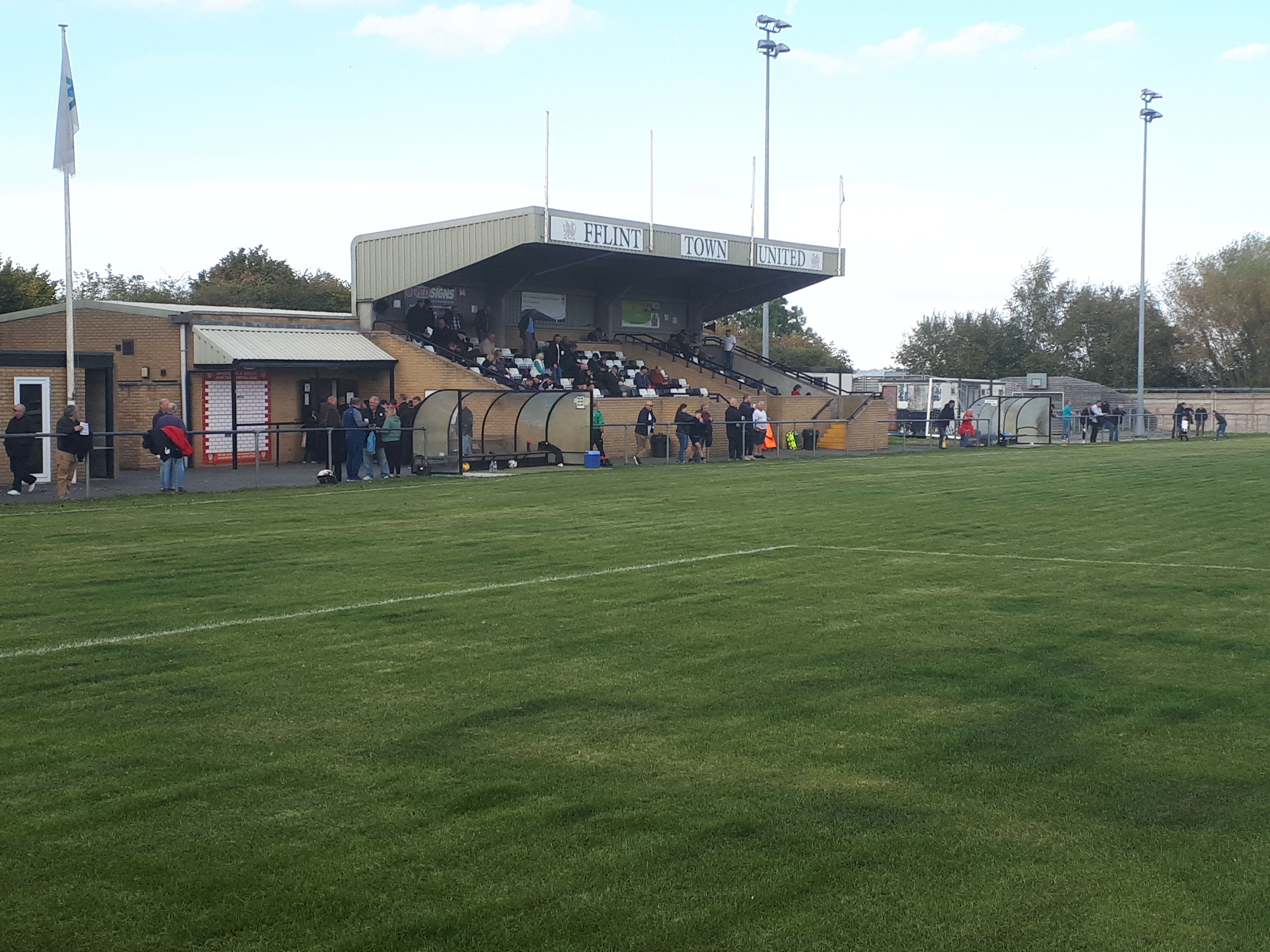
Alternative logo of Flint Town United that is also used

این باشگاه در سال ۱۸۸۶ با عنوان باشگاه فوتبال فلینت (به انگلیسی: Flint F.C.) تأسیس شد و بازی‌هایش را در ورزشگاه استراند پارک (به انگلیسی: Strand Park) در کرانه‌های رودخانه دی برگزار می‌کرد. این باشگاه با رسیدن به اولین فینال جام آماتور ولز در فصل ۱۸۹۰-۹۱ توجه بسیاری را به خود جلب کرد اگرچه قهرمانی را با شکست ۴-۱ به رکسام ویکتوریا واگذار کرد.
آرتور بارتلی (به انگلیسی: Arthur Bartley)، که به عنوان دروازه‌بان برای فلینت بازی می‌کرد، در اوت ۱۸۹۱ بر اثر جراحات وارده در جریان یک مسابقه درگذشت و مرگ او به عنوان اولین مورد در فوتبال مدرن ولز شناخته می‌شود. او برادر بزرگتر توماس بارتلی، بازیکن ملی‌پوش ولزی، بود که شش سال آغازین از دوران حرفه‌ای‌اش را در فلینت گذراند.
این باشگاه که از اعضای بنیان‌گذار لیگ فوتبال ولز شمالی بود، عنوان قهرمانی نخستین دوره از این لیگ را با دو امتیاز اختلاف نسبت به نایب قهرمان، لاندیدنو سویفتز، در فصل ۹۴–۱۸۹۳ به نام خود ثبت کرد و در دوازده بازی خود شکست‌ناپذیر باقی ماند. دو فصل بعدی و قبل از کناره‌گیری از این لیگ و پیوستن به لیگ تازه تأسیس فلینتشر، این باشگاه در جایگاه نایب قهرمانی قرار گرفت. با آغاز قرن بیستم، شهر فلینت سه تیم داشت: فلینت تاون، فلینت اتلتیک (به انگلیسی: Flint Athletic) و فلینت یوای‌سی (به انگلیسی: Flint UAC) (شرکت یونایتد آلکالی). در سال ۱۹۰۵، فلینت یوای‌سی و فلینت تاون با هم ادغام شدند و با نام فلینت تاون فعالیتشان را ادامه دادند. در سال ۱۹۰۹، این باشگاه به عنوان یک تیم محلی، با شکست دادن ۱–۰ تیم پته‌لی در فینال جام آماتور ولز شمالی، اولین جام بزرگ خود را به دست آورد.
در سال ۱۹۲۴، این باشگاه استرند پارک را به قصد ورزشگاهی جدید در جاده هولی‌ول (به انگلیسی: Holywell) ترک کرد که تا سال ۱۹۹۳ خانه آنها بود. زمین جدید در آن زمان مجهزتر بود و می‌توانست تا ۳۰۰۰ تماشاگر را در خود جای دهد. این تعداد تماشاگر در دهه ۱۹۲۰ رایج بود، آنها مشتاق دیدن بازی بازیکنان حرفه‌ای پاره وقت فلینت بودند. فلینت به رهبری کاپیتانش، املین جونز، به فینال جام ولز در سال ۱۹۲۵ رسید، اما با نتیجه ۳ بر ۱ به تیم حرفه‌ای رکسام باخت. با این حال، موفقیت‌های جام حذفی به طور منظم ادامه یافت و در کنار آن، فلینت بین سال‌های ۱۹۳۱ تا ۱۹۳۲ سه بار قهرمان جام آماتور ولز شمالی شد.
فلینت تاون تا دهه ۱۹۲۰ در لیگ ملی ولز (شمال) حضور داشت و در فصل ۲۴–۱۹۲۳ پس از اوزوستری تاون نایب قهرمان شد. در سال ۱۹۳۰، فلینت تاون به لیگ تازه تأسیس ولز پیوست که بین سال‌های ۱۹۳۰ تا ۱۹۳۵ دوام داشت و در فصل ۳۴–۱۹۳۳ با به ثمر رساندن ۹۹ گل در تنها هجده بازی، عنوان قهرمانی را از آن خود کرد.
بین سال‌های ۱۹۳۷ تا ۱۹۴۹، جدا از سال‌های جنگ، تیم فلینت تاون فعالیتش را در لیگ چشر غربی ادامه داد، در حالی که تیم فلینت اتلتیک به بازی در لیگ داسث (به انگلیسی: Dyserth) ادامه داد و در سال‌های ۱۹۳۸ و ۱۹۳۹ عنوان قهرمانی را کسب کرد.

## فلینت تاون یونایتد
در یک جلسه عمومی با حضور گسترده مردم در تالار شهر به تاریخ پنجشنبه ۲۷ ژوئن ۱۹۴۶، به اتفاق آرا تصمیم گرفته شد اشگاه فوتبال جدیدی در فلینت با نام فلینت تاون یونایتد شکل بگیرد.
.
پس از جنگ جهانی دوم با ادغام باشگاه‌های فوتبال فلینت تاون و فلینت اتلتیک باشگاهی جدید با عنوان باشگاه فوتبال فلینت تاون یونایتد ایجاد شد که برای فصل ۵۰–۱۹۴۹ در لیگ ولز (شمال) شرکت کرد و پس از هولی‌هد تاون نایب قهرمان شد. این باشگاه پیش از این در فینال فصل ۴۸–۱۹۴۷ جام آماتور ولز با شکست ۲–۱ ترودیریو (به انگلیسی: Troedyrhiw) قهرمانی شده بود. فلینت در اوایل دهه ۵۰ با مربیگری بیلی راسل (به انگلیسی: Billy Russell)، فلینت به تیمی قدرتمند تبدیل شد و اوج موفقیت آنها در سال ۱۹۵۴ با قهرمانی در جام برتر ولز به دست آمد. با الهام از بیلی هیوز (به انگلیسی: Billy Hughes)، بازیکن ملی‌پوش ولزی که دوران حرفه‌ای‌اش به دلیل جنگ مختل شده بود، فلینت بر تیم‌های هولی‌ول تاون، اوزوستری تاون (به انگلیسی: Owestry Town)، ریل ثانثی (به انگلیسی: Rhyl, Llanelly) غلبه کرد و در نیمه‌نهایی، در مقابل ۱۰۶۸۳ تماشاگر در ورزشگاه ریس‌کورس گراوند رکسام، با نتیجه ۲–۱ تیم دسته اولی کاردیف سیتی را شکست داد و در فینال که در همان ورزشگاه برگزار شد، با غلبه بر چستر سیتی دسته سومی در مقابل ۱۵۵۸۴ تماشاگر قهرمان شد. ظرف پنج سال از آن فصل‌های طلایی، باشگاه به رده‌های پایین‌تر لیگ رسید و در پایان فصل ۶۲–۱۹۶۱ به دسته پایین‌تر سقوط کرد.
در طول دهه ۱۹۶۰، هواداران سال‌های گذشته کاهش پیدا کردند و این امر باعث کاهش اقبال باشگاه شد. در این زمان، باشگاه در لیگ‌های محلی رقابت می‌کرد و به بازیکنان محلی متکی بود. تنها نقاط روشن کارنامه باشگاه در این دهه، قهرمانی جوانان فلینت تاون یونایتد در جام جوانان ولز به سال ۱۹۶۵ و جام آماتور ولز در سال ۱۹۶۹ بود. در طول دهه‌های ۱۹۷۰ و ۱۹۸۰، این باشگاه بین لیگ‌های مختلف جابجا می‌شد و در فصل ۸۹–۱۹۸۸ قهرمان لیگ ولز (شمال) شد.
در سال ۱۹۹۰ فوتبال ولز با تشکیل دو لیگ جدید متحول شد. اتحاد کامری (به انگلیسی: Cymru Alliance) شکل گرفت تا تیم‌های حاضر در لیگ ولز (شمال)، لیگ ملی ولز (رکسام)، لیگ کلویید و لیگ ولز میانی در یک لیگ منسجم ادغام شوند. در حالی که ولز جنوبی لیگ‌هایش را ادغام کرده بود که زمینه‌ساز ایجاد لیگ ولز شد. در همان فصل، باشگاه تونی مارتین (به انگلیسی: Tony Martin) را به عنوان سرمربی جدید خود و لس دیویس (به انگلیسی: Les Davies) را به عنوان دستیارش منصوب کرد. در آن فصل، باشگاه اولین قهرمان لیگ جدید شد و همچنین برای اولین بار در تاریخ باشگاه، جام حذفی ولز شمالی (به انگلیسی: North Wales Challenge Cup) را از آن خود کرد. سپس قهرمان ولز جنوبی، ابرگاونی، را در تنها فینال غیر لیگی ولز با نتیجه ۲ بر ۱ شکست دادند که کامل‌کننده یک فصل عالی برایشان بود. در فصل بعد، باشگاه نتوانست عنوان قهرمانی را حفظ کند و نایب قهرمان شد.
در سال ۱۹۹۳، باشگاه از اعضای بنیان‌گذار لیگ ولز شد. فصل بعد، باشگاه دوباره به زمین جدیدی در همان سواحل رودخانه دی نقل مکان کرد. به دلیل نبود حامی مالی در کنار هزینه‌های نگهداری زمین، باشگاه پس از پنج سال حضور در لیگ ولز جایگاهش را در لیگ ولز از دست داد و با قرار گرفتن در جمع سه تیم انتهای جدول و به دنبال کاهش تعداد تیم‌های لیگ توسط لیگ ولز طبق قوانین یوفا، به دسته پایین‌تر سقوط کرد.
از آن زمان، این باشگاه در مناطق میانی لیگ قرار گرفت و بدترین نتیجه‌شان، قرار گرفتن در میان چهار تیم انتهای جدول فصل ۰۵–۲۰۰۴ بود. در فصل ۰۶–۲۰۰۵، باشگاه بهبودی قابل توجهی داشت، اگرچه در دورهای اولیه از مسابقات جام حذفی کنار رفتند اما عملکردشان در لیگ فراتر از انتظار بود. فصل با یک پیروزی خانگی به خوبی شروع شد، اما تیم روند بی‌ثباتی را سپری کرد تا اینکه یک شکست بد مقابل روثن تاون، بخت باشگاه را تغییر داد و ۲۵ بازی از لیگ را بدون شکست پشت سر گذاشت و تنها شکستشان مقابل دنبی تاون در جام حذفی ولز شمالی بود. در انتها، تنها یک امتیاز مانع از صعود باشگاه به لیگ برتر ولز شد، این در حالی بود که به دلیل عدم حضور در یکی از بازی‌های لیگ، سه امتیاز از آنها کسر شد.
در فصل ۰۸–۲۰۰۷، باشگاه به ندرت از جمع سه تیم برتر خارج می‌شد، اما نتایج ضعیفشان در ماه مارس و کسب تنها سه امتیاز از پنج بازی و پس از آن با کسب تنها سه امتیاز از دوازده امتیاز ممکن در اواخر فصل، قهرمانی لیگ از دستشان خارج شد. با این حال قهرمانی‌شان در جام حذفی ولز شمالی در ورزشگاه کولوین بی (به انگلیسی: Colwyn Bay) با پیروزی ۱–۰ مقابل رقیبشان در لیگ، پرستاتین تاون، تسلی‌بخش نتایج لیگ بود.
عملکرد آنها در فصل بعد چه در لیگ و چه در جام حذفی پرفراز و نشیب بود، اما شش بازی بدون شکستشان در ماه آوریل، باشگاه را به جایگاه سوم در لیگ رساند. آخرین بازی فصل برای آنها فینال جام حذفی ولز شمالی مقابل باشگاه رقیبشان در لیگ کامری، لاندیدنو بود و از دست دادن قهرمانی با شکست ۴–۱، تکمیل فصل ناامیدکننده‌شان شد.
با پایان آن فصل، باشگاه مشتاقانه منتظر سالی بهتر بود، اما نتایج طبق انتظارشان نشد. شکست فاجعه‌بارشان با نتیجه ۱–۰ در دور سوم از رقابت‌های جام ولز مقابل تیمی از دسته سوم جنوب ولز به نام ثلویدکوید با تساوی خانگی مقابل ابریست‌وید تاون شرایط را برایشان بدتر کرد. به دلیل وضعیت نامساعد آب و هوایی، تنها سه بازی لیگ بین دسامبر و اوایل فوریه انجام شد و یک بازی از دور اول جام حذفی ولز شمالی که با شکست خانگی مقابل کوناز کی نوماد همراه بود. 
با اصلاحات در لیگ برتر ولز که برای فصل ۱۱–۲۰۱۰ تعیین شده بود، هدف اصلی باشگاه برای فصل ۱۰–۲۰۰۹، قرار گرفتن در جمع هشت تیم برتر بود. با نزدیک شدن به پایان فصل، باشگاه با ۹ امتیاز در صدر جدول و مدعی قهرمانی بود، اما در چهار بازی آخر لیگ، تنها پنج امتیاز از مجموع ۱۲ امتیاز ممکن را کسب کرد و قهرمانی لیگ را با چهار امتیاز اختلاف به کلان‌گونی تاون واگذار کرد. فینال جام اتحادیه، آخرین بازی فصل برای فلینت تاون بود که با نتیجه ۲–۰، قهرمانی‌اش را به لاندیدنو تاون باخت و پل ویتفیلد الگو:انگیسی، دروازه‌بان لاندیدنو، جایزه «بهترین بازیکن زمین» را از آن خود کرد.
پس از یک سری نتایج متوسط، اندی هولدن، مربی سابق اورتون و هیبرنین، کناره‌گیری کرد و در نوامبر ۲۰۱۷، نایل مک‌گینس (به انگلیسی: Niall McGuinness) به عنوان سرمربی فلینت تاون یونایتد منصوب شد.

## هماوردها
رقبای سنتی باشگاه فوتبال فلینت تاون یونایتد، هولی‌ول تاون و کوناز کی نوماد هستند.

## آکادمی
آکادمی باشگاه فوتبال فلینت تاون یونایتد به عنوان یکی از بهترین‌ها در شمال ولز شناخته می‌شود، زیرا بسیاری از بازیکنان جوانش به دستاوردهای بزرگی دست یافته‌اند.

## بازیکنان
تا تاریخ ۳ فوریه ۲۰۲۵
| شماره |          | پست       | بازیکن             |
| ----- | -------- | --------- | ------------------ |
| 1     | انگلستان | دروازه‌بان | جک فلینت           |
| 2     | انگلستان | هافبک     | کوری هارت          |
| 3     | انگلستان | مدافع     | مایکی برک          |
| 4     | ولز      | هافبک     | لوک ماریت          |
| 5     | ولز      | مدافع     | هری اوون (کاپیتان) |
| 6     | ولز      | مدافع     | دنی دیویس          |
| 7     | ولز      | هافبک     | جیک فیلیپس         |
| 8     | ولز      | هافبک     | بن هیوز            |
| 9     | انگلستان | مهاجم     | الیوت ریوز         |
| 10    | انگلستان | هافبک     | بن وین             |
| 11    | ولز      | مهاجم     | جاش جونز           |

| شماره |           | پست       | بازیکن                           |
| ----- | --------- | --------- | -------------------------------- |
| 12    | ولز       | مهاجم     | هارلی بریندلی-پیگرام             |
| 13    | ولز       | دروازه‌بان | لوک مورفی                        |
| 14    | انگلستان  | هافبک     | جورج مر                          |
| 15    | ولز       | مدافع     | ایزاک لمبرت                      |
| 14    | ولز       | مدافع     | لیوای موریسون                    |
| 18    | کره جنوبی | مدافع     | ایساک لی                         |
| 20    | انگلستان  | هافبک     | اوکرا سیموندز                    |
| 24    | اسپانیا   | هافبک     | سیدی سانوگو-فوفانا               |
| 33    | انگلستان  | مدافع     | بن کالینز (قرضی از سالفورد سیتی) |
| 54    | ولز       | هافبک     | لوگان سامر                       |

## کادر مربیگری
تیم اصلی
| سمت              | نام          |
| ---------------- | ------------ |
| مربی             | لی فاولر     |
| دستیار مربی      | استیو ایوانز |
| مربی دروازه‌بان‌ها | دن کانل      |
| مربی             | مارتین جونز  |

## تاریخچه نتایج اخیر
| فصل       | لیگ            | رتبه   | بازی(ها) | برد | تساوی | باخت | گل(های) زده | گل(های) خورده | امتیاز |
| --------- | -------------- | ------ | -------- | --- | ----- | ---- | ----------- | ------------- | ------ |
| ۸۸–۱۹۸۷   | لیگ اتحاد ولز  | ۱۳ام   | ۳۰       | ۷   | ۷     | ۱۶   | ۴۴          | ۶۰            | ۲۱     |
| ۸۹–۱۹۸۸   | لیگ اتحاد ولز  | قهرمان | ۳۲       | ۲۳  | ۴     | ۵    | ۷۲          | ۲۶            | ۷۳     |
| ۹۰–۱۹۸۹   | لیگ اتحاد ولز  | ۷ام    | ۳۴       | ۱۶  | ۵     | ۱۳   | ۶۱          | ۵۴            | ۵۳     |
| ۹۱–۱۹۹۰   | لیگ برتر کامری | قهرمان | ۲۶       | ۲۲  | ۱     | ۳    | ۷۷          | ۲۴            | ۶۷     |
| ۹۲–۱۹۹۱   | لیگ برتر کامری | ۴اام   | ۳۰       | ۱۴  | ۹     | ۷    | ۵۸          | ۳۷            | ۵۱     |
| ۹۳–۱۹۹۲   | لیگ ولز        | ۱۶ام   | ۳۸       | ۱۱  | ۶     | ۲۱   | ۴۷          | ۶۷            | ۳۹     |
| ۹۴–۱۹۹۳   | لیگ ولز        | ۴ام    | ۳۸       | ۲۰  | ۶     | ۱۲   | ۷۰          | ۴۷            | ۶۶     |
| ۹۵–۱۹۹۴   | لیگ ولز        | ۶ام    | ۳۸       | ۲۰  | ۳     | ۱۵   | ۷۷          | ۶۰            | ۶۳     |
| ۹۶–۱۹۹۵   | لیگ ولز        | ۵ام    | ۴۰       | ۱۹  | ۹     | ۱۲   | ۷۶          | ۵۷            | ۶۶     |
| ۹۷–۱۹۹۶   | لیگ ولز        | ۱۵ام   | ۴۰       | ۱۱  | ۸     | ۲۱   | ۴۸          | ۷۶            | ۴۱     |
| ۹۸–۱۹۹۷   | لیگ ولز        | ۱۸ام   | ۳۸       | ۹   | ۷     | ۲۲   | ۵۰          | ۷۷            | ۳۴     |
| ۹۹–۱۹۹۸   | لیگ برتر کامری | سوم    | ۳۰       | ۱۴  | ۶     | ۱۰   | ۶۰          | ۴۴            | ۴۸     |
| ۲۰۰۰–۱۹۹۹ | لیگ برتر کامری | ۶ام    | ۳۲       | ۱۶  | ۸     | ۸    | ۶۵          | ۴۳            | ۵۶     |
| ۰۱–۲۰۰۰   | لیگ برتر کامری | ۱۷ام   | ۳۲       | ۶   | ۴     | ۲۲   | ۴۳          | ۸۵            | ۱۳     |
| ۰۲–۲۰۰۱   | لیگ برتر کامری | ۱۴ام   | ۳۴       | ۸   | ۷     | ۱۹   | ۴۰          | ۵۸            | ۳۱     |
| ۰۳–۲۰۰۲   | لیگ برتر کامری | ۱۱ام   | ۳۲       | ۱۱  | ۷     | ۱۴   | ۵۰          | ۶۱            | ۴۰     |
| ۰۴–۲۰۰۳   | لیگ برتر کامری | ۱۰ام   | ۳۲       | ۱۰  | ۹     | ۱۳   | ۶۱          | ۶۰            | ۳۹     |
| ۰۵–۲۰۰۴   | لیگ برتر کامری | ۱۶ام   | ۳۴       | ۹   | ۱۱    | ۱۴   | ۵۰          | ۵۷            | ۳۸     |
| ۰۶–۲۰۰۵   | لیگ برتر کامری | سوم    | ۳۴       | ۱۹  | ۱۲    | ۳    | ۷۷          | ۴۰            | ۶۶     |
| ۰۷–۲۰۰۶   | لیگ برتر کامری | سوم    | ۳۴       | ۲۰  | ۷     | ۷    | ۷۰          | ۳۶            | ۶۷     |
| ۰۸–۲۰۰۷   | لیگ برتر کامری | سوم    | ۳۴       | ۱۶  | ۱۰    | ۶    | ۶۲          | ۴۲            | ۵۸     |
| ۰۹–۲۰۰۸   | لیگ برتر کامری | ۷ام    | ۳۲       | ۱۶  | ۹     | ۷    | ۸۱          | ۵۲            | ۵۴     |
| ۱۰–۲۰۰۹   | لیگ برتر کامری | دوم    | ۳۲       | ۲۳  | ۶     | ۳    | ۸۴          | ۲۹            | ۷۵     |
| ۱۱–۲۰۱۰   | لیگ برتر کامری | ۷ام    | ۳۰       | ۱۳  | ۷     | ۱۰   | ۶۴          | ۵۵            | ۴۶     |
| ۱۲–۲۰۱۱   | لیگ برتر کامری | ۹ام    | ۳۰       | ۱۳  | ۷     | ۱۰   | ۵۹          | ۴۷            | ۴۶     |
| ۱۳–۲۰۱۲   | لیگ برتر کامری | ۶ام    | ۳۰       | ۱۴  | ۶     | ۱۰   | ۶۱          | ۵۱            | ۴۸     |
| ۱۴–۲۰۱۳   | لیگ برتر کامری | ۸ام    | ۳۰       | ۱۲  | ۵     | ۱۳   | ۴۶          | ۵۳            | ۴۱     |
| ۱۵–۲۰۱۴   | لیگ برتر کامری | ۱۰ام   | ۳۰       | ۱۳  | ۵     | ۱۲   | ۳۹          | ۴۵            | ۴۴     |
| ۱۶–۲۰۱۵   | لیگ برتر کامری | ۹ام    | ۳۰       | ۱۳  | ۳     | ۱۴   | ۵۴          | ۴۵            | ۴۲     |
| ۱۷–۲۰۱۶   | لیگ برتر کامری | ۶ام    | ۳۰       | ۱۴  | ۶     | ۱۰   | ۶۲          | ۴۷            | ۴۸     |
| ۱۸–۲۰۱۷   | لیگ برتر کامری | ۱۱ام   | ۲۸       | ۱۰  | ۶     | ۱۲   | ۴۹          | ۴۲            | ۳۰     |
| ۱۹–۲۰۱۸   | لیگ برتر کامری | دوم    | ۳۰       | ۱۷  | ۷     | ۶    | ۵۲          | ۳۱            | ۵۸     |
| ۲۰–۲۰۱۹   | لیگ کامری شمال | دوم    | ۱۶       | ۱۲  | ۲     | ۲    | ۴۵          | ۱۶            | ۳۸     |

1. 1 2  ۳ امتیاز کسر شده